# Mali
Mali GPU — сімейство графічних карт в процесорах від ARM Holdings. Графічне ядро Mali — було розроблено норвезьким підрозділом компанії ARM — ARM Norway (колишня Falanx Microsystems). Дизайни графічних ядер Mali включають в себе такі моделі: Mali-55, Mali-200, Mali-300, Mali-400MP, Mali-450MP, Mali-T604, Mali-T622, Mali-T720 та проміжні моделі.

## Технічні деталі
Mali 55 — це першій продукт у цій лінійці та перша спроба компанії ARM зробити власну графічну карту. Mali 55 — підтримує стандарт OpenGL ES 1.1 та може обробляти до 1 млн трикутників у секунду, до того ж це найменший у світі графічний чип, площа кристалу всього 1 мм². Перша модель, яка має графічний чип Mali 55 — це LG Renoir, втім графічний чип в цьому телефоні не може обробляти графіку, а використовується лише для оптимізації інтерфейсу
Mali 200 — наступний крок компанії ARM у розробці власних графічних карт для мобільних пристроїв. В порівнянні з Mali 55, модель підтримує OpenGL ES 2.0 та може обробляти до 16 мільйонів трикутників за секунду при частоті графічного чипу у 275 МГц. Двохсота модель має один геометричний процесор та один піксельний процесор, завдяки чому може обробляти 1 піксель за такт, тому при частоті в 275 mHz, графічний чип може обробити 275 млн пікселів за секунду. Графічний чип Mali 200 представлений у двох версіях — LP та GP, які відрізняються тактовою частотою
Mali 300 — це перший чип від ARM, якій може відтворювати графіку рівня Sony PSP. Mali 300 — це подальший розвиток архітектури Mali 200, максимальна частота графічного чипу була збільшена до 395 mHz, що дозволило збільшити продуктивність до 30 мільйонів трикутників за секунду. Mali 300 — це перше рішення в лінійці графічних карт Mali, яке має власну графічну пам'ять у 8 кб
Mali 400 — це подальший розвиток архітектури Mali 300. Mali 400 — має такі ж самі характеристики як і Mali 300, але це модульне рішення, яке може включати у себе до 4 графічних ядер, натомість Mali 55 та Mali 200/300 — це виключно одноядерні рішення. Завдяки тому, що Mali 400 — може бути багатоядерним графічним чипом, площа кристалу була збільшена до 4.7 мм², до того ж Mali 400 — має збільшену графічну пам'ять у 32-256 кб (в залежності від кількості ядер), натомість 300 модель мала лише 8 кб. 400 модель має один геометричний процесор та може мати до чотирьох піксельних процесорів. Як і двохсота модель, Mali 400, обробляє лише 1 піксель за такт, але завдяки багатоядерності, та можливості мати від одного до чотирьох піксельних процесорів, продуктивність чотирьохсотої моделі може бути в 4 рази більша, завдяки можливості обробки кожного пікселя кожним з чотирьох піксельних процесорів, коли двохсота та трьохсота моделі мають лише один такий процесор..
Mali 450 — 8-ядерний Mali 400 з деякими покращеннями.
Mali 604 та Mali 658 — це найновіші розробки від ARM, які обіцяють новітню небачену досі продуктивність та графіку рівня Xbox 360/Sony PS3. Ці відео чипи у повній мірі будуть підтримувати стандарти OpenVG 1.1,OpenGL ES 1.1, 2.0, DirectX 11 та OpenCL 1.1. Обіцяна продуктивність старшої моделі Mali 658 (8 графічних ядер) — приблизно в 4-5 разів перевищує можливості Mali 400

## Реалізація
Mali GPU в різних варіаціях можна зустріти в таких чипсетах:
| Виробник    | Назва чипсету            | Версія графічного чипу Mali |
| ----------- | ------------------------ | --------------------------- |
| Telechips   | TCC8803, TCC8902         | Mali-200                    |
| Telechips   | TCC8923, TCC8925         | Mali-400 MP                 |
| AMLogic     | 8726-M, 8726-M3, 8726-MX | Mali-400 MP                 |
| Allwinner   | A10, A13                 | Mali-400 MP                 |
| NuFront     | NuSmart 2816             | Mali-400 MP                 |
| Rockchip    | RK3066                   | Mali-400 MP                 |
| Samsung     | Exynos 4210, 4212, 4412  | Mali-400 MP                 |
| Samsung     | Exynos 5250              | Mali-T604                   |
| Samsung     | Exynos 5420, 5422, 5800  | Mali-T628                   |
| Samsung     | Exynos 5450              | Mali-T658                   |
| ST-Ericsson | NovaThor                 | Mali-400 MP                 |

## Цікаві факти
- Графічний чип Mali 200 широко використовується в чипсетах від китайських та корейських виробників. Так, графічний чип Mali 200, можна зустріти на вітчизняних планшетних комп'ютерах від компанії Навігатор, які побудовані на чипсетах від південно-корейської компанії Telechips.

- Samsung Galaxy S II — використовує саме графічний чип Mali 400 у варіанті 4MP (4 графічних ядра).